# Sundaroa mirma
Sundaroa mirma är en fjärilsart som beskrevs av Swinhoe 1903. Sundaroa mirma ingår i släktet Sundaroa och familjen tofsspinnare. Inga underarter finns listade i Catalogue of Life.